# Nicky Anosike
Nicky Anosike, née le 27 février 1986 à Brooklyn (New York) est une joueuse américaine professionnelle de basket-ball, double championne NCAA. 

## Biographie
À sa sortie de St. Peter's High School for Girls, elle est nommée WBCA All-American 
 et participe au WBCA High School All-America Game, où elle inscrit un point. En 2005, elle est membre de l'équipe nationale américaine qui remporte la médaille d'or du Mondial des moins de 19 ans en Tunisie avec des statistiques de 11,4 points et 5,3 rebonds par rencontre.
A Tennessee, elle décroche un triple diplôme en justice criminelle, sciences politiques et études légales, mais également deux titres NCAA en 2007 et 2008 avec ses coéquipières Candace Parker, Shannon Bobbitt et Alexis Hornbuckle. En 2007, elle participe à la sélection médaillée d'or aux Pan American Games à Rio de Janeiro.
Elle est choisie au deuxième tour de la draft WNBA 2008 (16e choix) par le Lynx du Minnesota, juste après sa coéquipière Shannon Bobbitt par les Los Angeles Sparks, destination de Candace Parker. Avec le Lynx, elle intègre le cinq de départ de toute sa première saison alors que le choix de premier tour Candice Wiggins est reléguée à un rôle de sixième femme. Pour sa seconde saison, elle participe au All-Star Game avec son ancienne coéquipière Charde Houston. Le 9 avril 2011, elle est transférée aux Mystics de Washington contre un premier tour de draft.
A l'inter-saison, on la retrouve en Europe, en Israël, Pologne et Roumanie. En 2010-2011, elle commence la saison à Valence, mais est remplacée par Taj McWilliams-Franklin après une blessure. En 2012-2013, elle dispute l'Eurocoupe avec le club turc de Kayseri Kaski.

## Distinctions personnelles
- WNBA All-Rookie Team 2008 [8]
- Meilleur cinq défensif de la WNBA 2009